# 虎日乐巴根
虎日乐巴根（1926年3月—2016年），蒙古族，辽宁省阜新蒙古族自治县人。中国人民解放军内蒙古军区副司令员。第三届全国人民代表大会解放军代表团代表，中国共产党第十二次全国代表大会代表。

## 生平
1947年11月加入中国共产党。
1986年11月离休。